# Washington Ridge
Washington Ridge ist ein Gebirgskamm mit drei Gipfeln von bis zu 430 m Höhe in der antarktischen Ross Dependency. Auf der Edward-VII-Halbinsel ragt er 2,5 km südöstlich des Mount Franklin in der südlichen Gruppe der Rockefeller Mountains auf.
Teilnehmer der US-amerikanischen Byrd Antarctic Expedition (1920–1930) entdeckten den Gebirgskamm bei einem Überflug am 27. Januar 1929. Expeditionsleiter Richard Evelyn Byrd benannten ihn nach seiner Nichte Helen A. Washington.